# Емил Нолде
Емил Нолде роден като Ханс Емил Ханзен (на немски: Emil Nolde; на немски: Hans Emil Hansen) е германски художник експресионист. Той е с датско поданство, но по рождение фризиец. Един от най-големите акварелисти в изкуството на 20 век.

## Биография
Роден е на 7 август 1867 г. в Нолде, днес в Дания.
Около 1903 г. започва с рисуване на „лирически“ ландшафти. Между 1910 и 1912 г. има успехи с религиозните си картини. През 1934 г. е член на национал-социалистическата партия и е антисемит. Обаче през 1941 г. тази партия обявява произведенията му за Дегенеративно изкуство, конфискува повече от хиляда негови картини и той получава забрана да рисува.
Умира на 13 април 1956 г. в Зеебюл, Северна Фризия.